# Вердал
Вердал (норв. Verdal) — коммуна в губернии Нур-Трёнделаг в Норвегии. Административный центр коммуны — город Вердалсёра. Официальный язык коммуны — нейтральный. Население коммуны на 2018 год составляло 14 943 чел. Площадь коммуны Вердал — 1547,62 км², код-идентификатор — 1721.

## История населения коммуны
Население коммуны за последние 60 лет.

Статистика коммуны Вердал